# G20 del 2019
Il G20 del 2019 è stato il quattordicesimo meeting del Gruppo dei Venti (G20). Si è tenuto il 28 e 29 giugno 2019 nell'Intex di Osaka, in Giappone. La riunione è stata guidata dal Primo ministro giapponese Shinzō Abe.

## Partecipanti

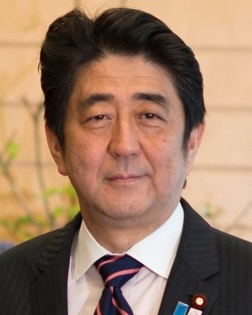
Giappone Shinzō Abe, Primo ministro
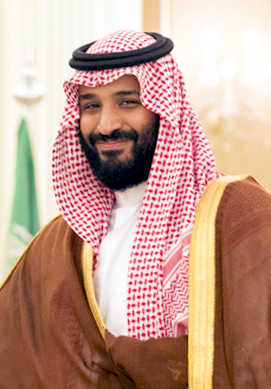
Arabia Saudita Mohammad bin Salman, Principe della Corona
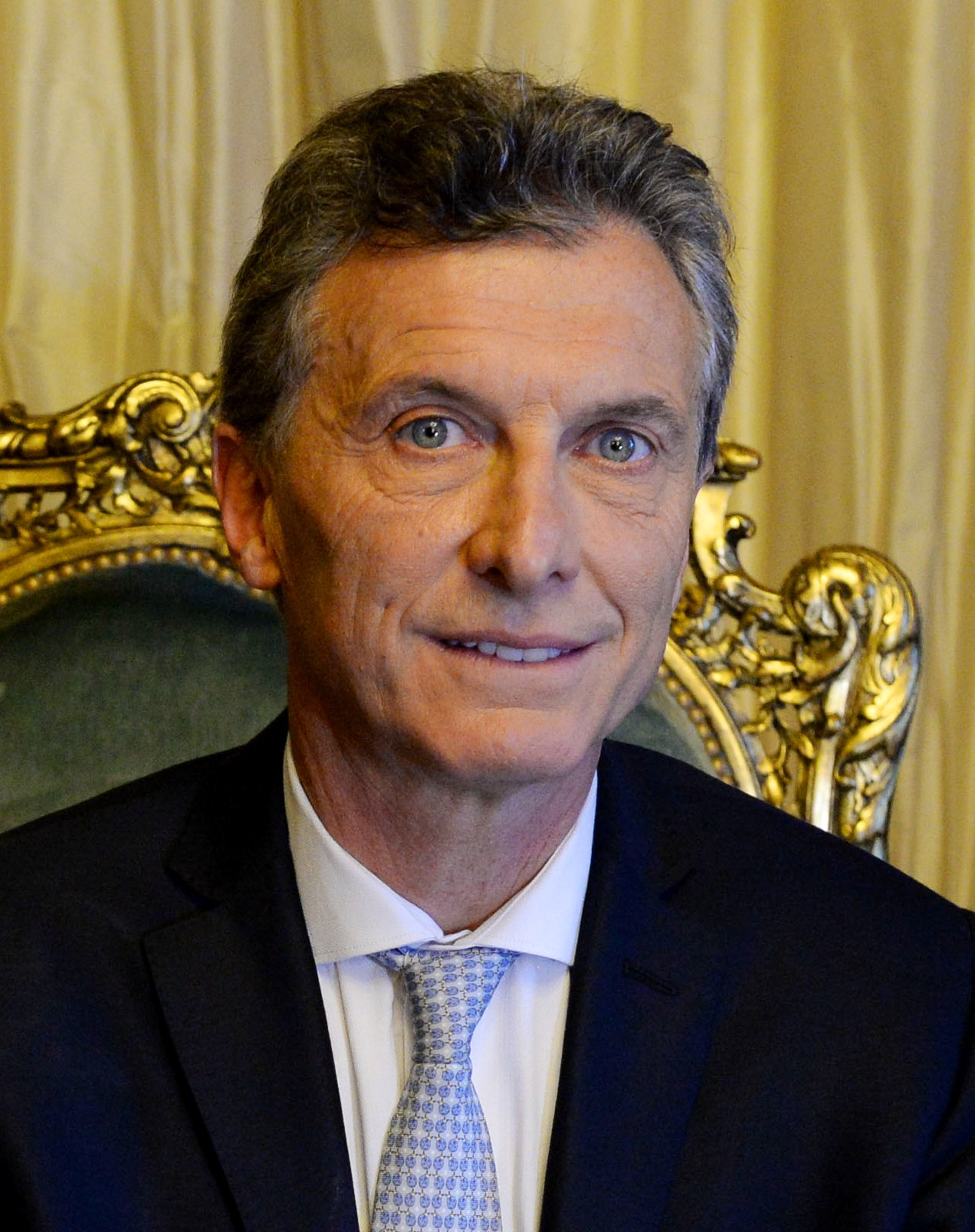
Argentina Mauricio Macri, Presidente
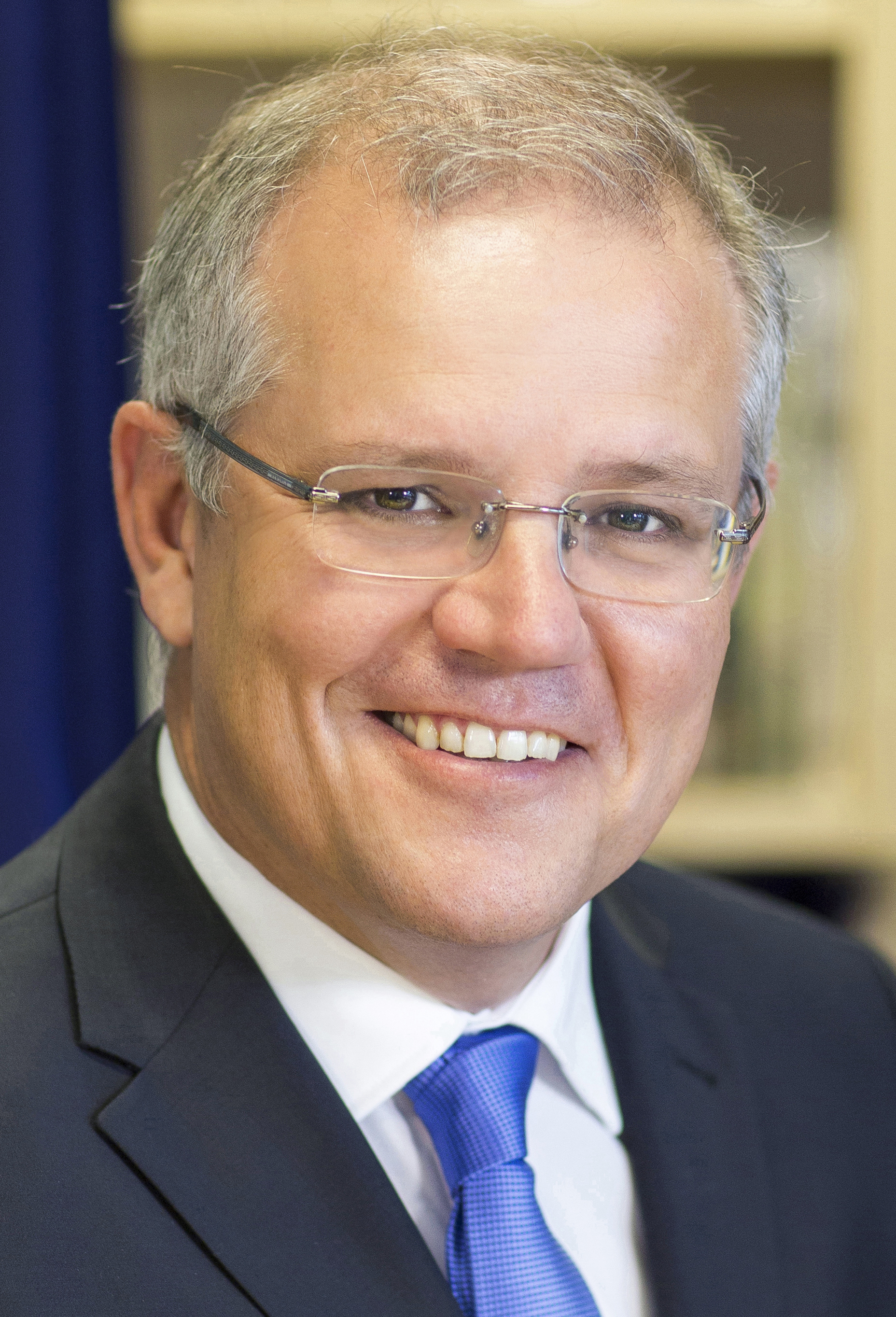
Australia Scott Morrison, Primo ministro
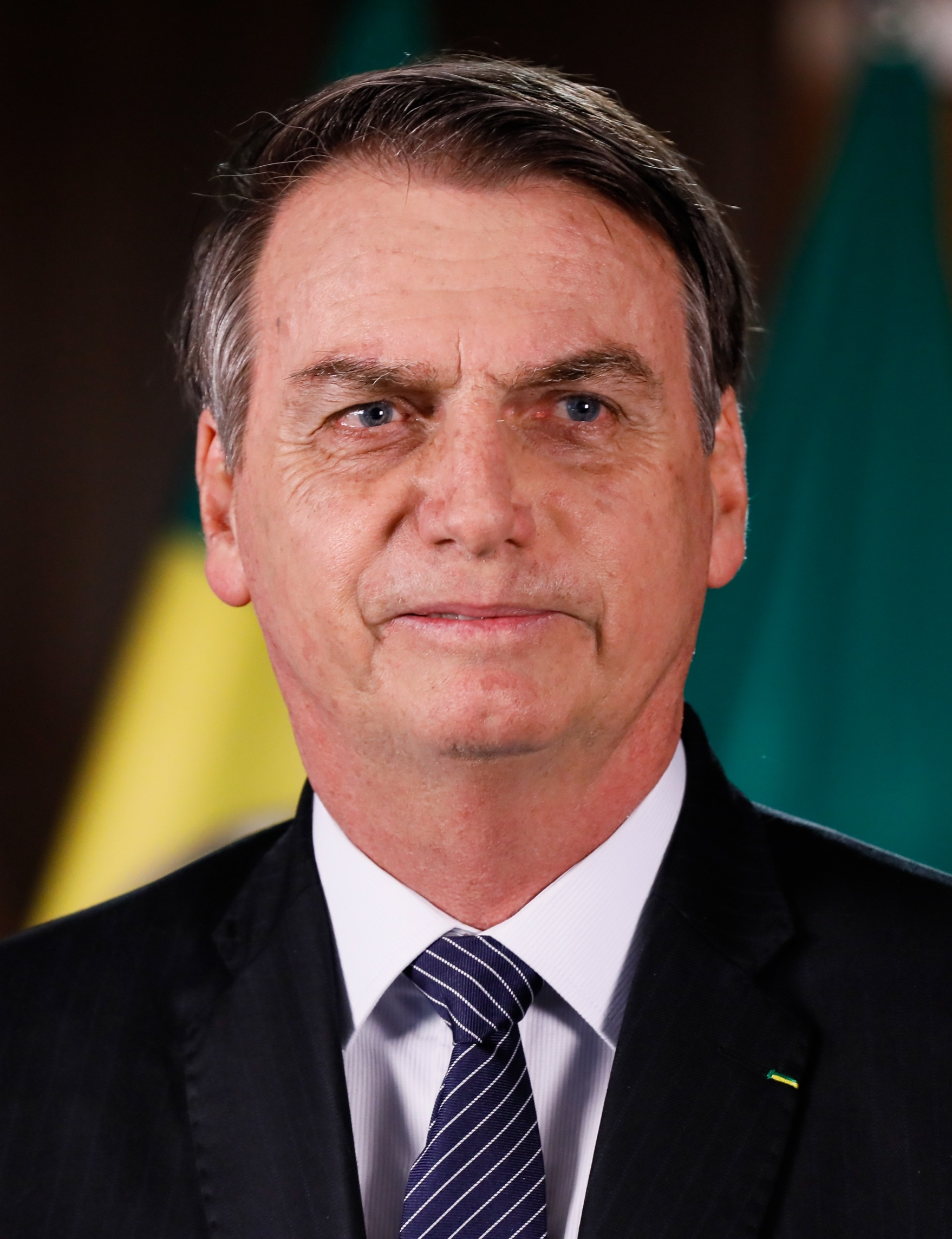
Brasile Jair Bolsonaro, Presidente
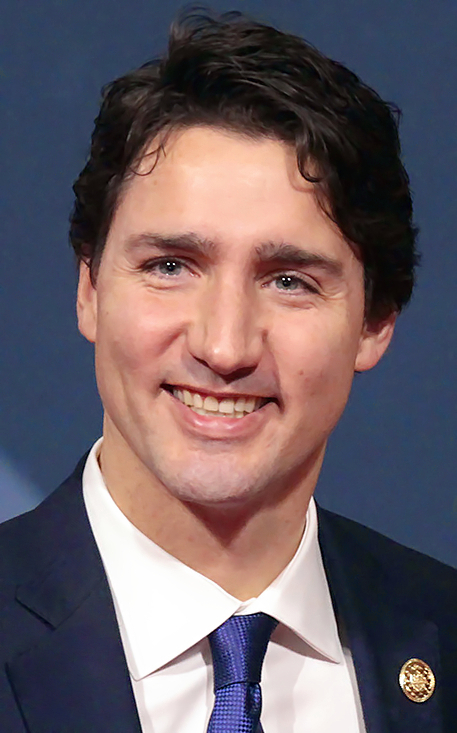
Canada Justin Trudeau, Primo ministro
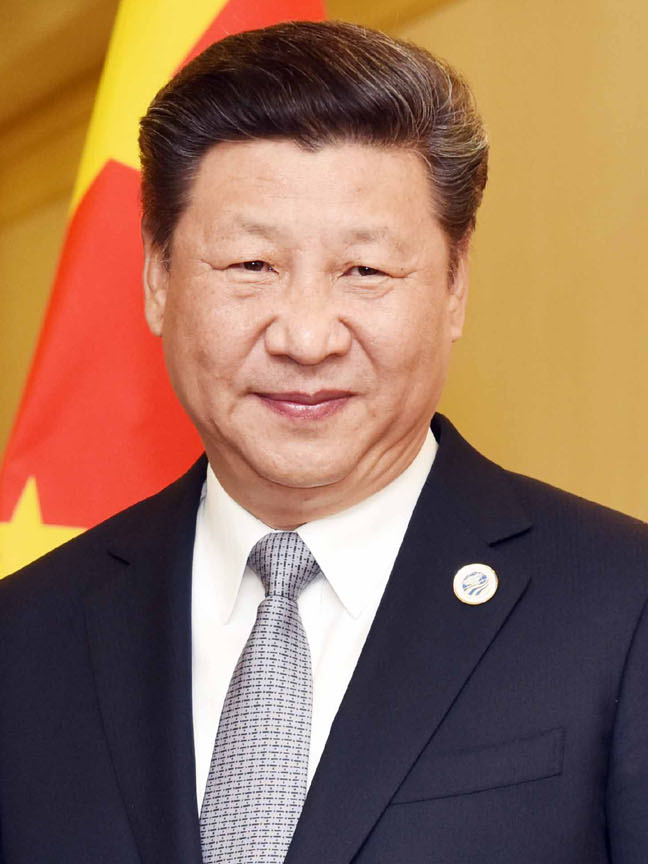
Cina Xi Jinping, Presidente
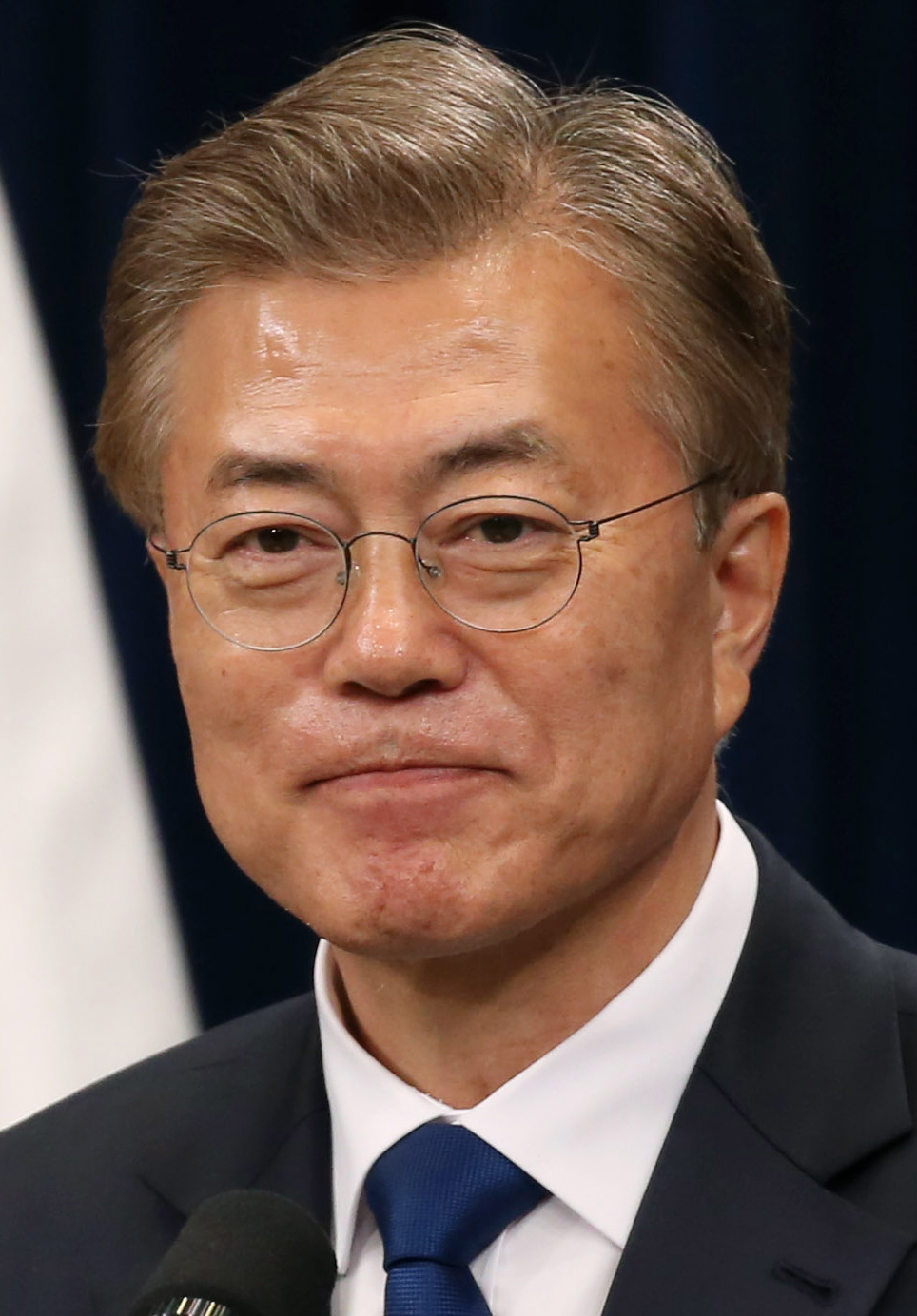
Corea del Sud Moon Jae-in, Presidente
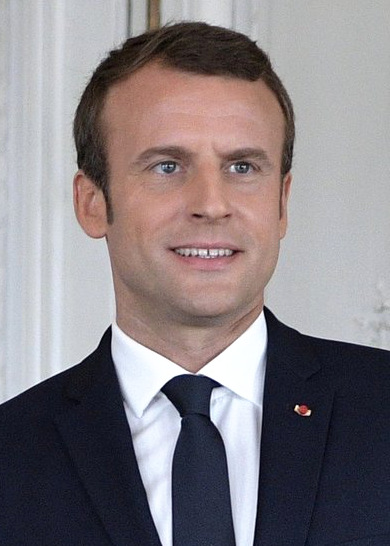
Francia Emmanuel Macron, Presidente
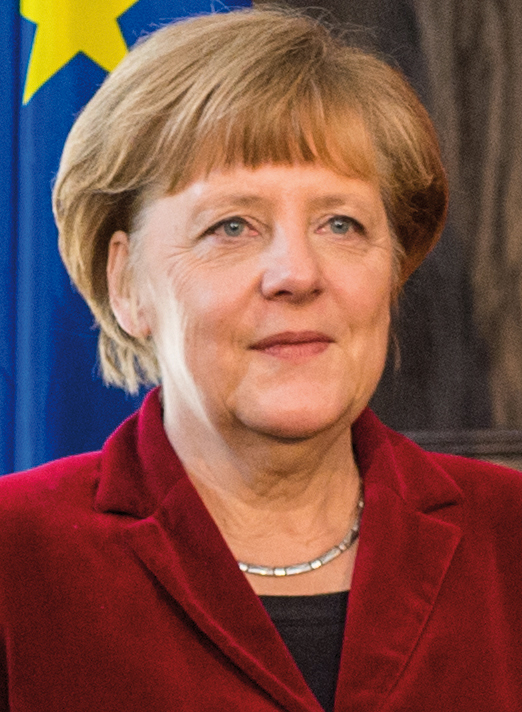
Germania Angela Merkel, Cancelliera
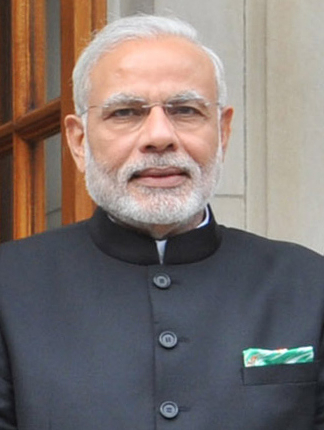
India Narendra Modi, Primo ministro
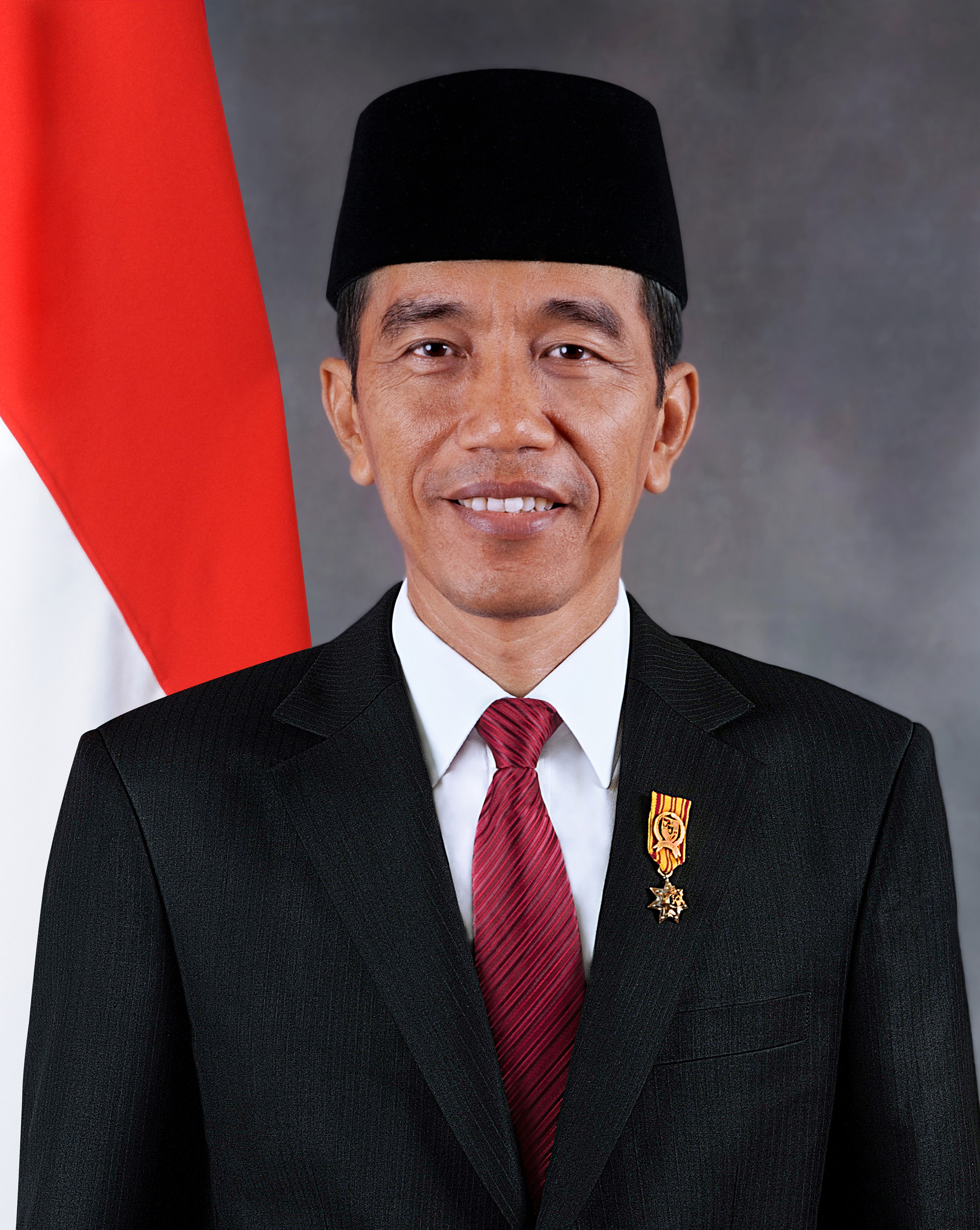
Indonesia Joko Widodo, Presidente
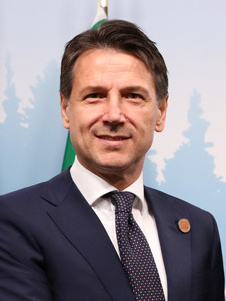
Italia Giuseppe Conte, Presidente del Consiglio
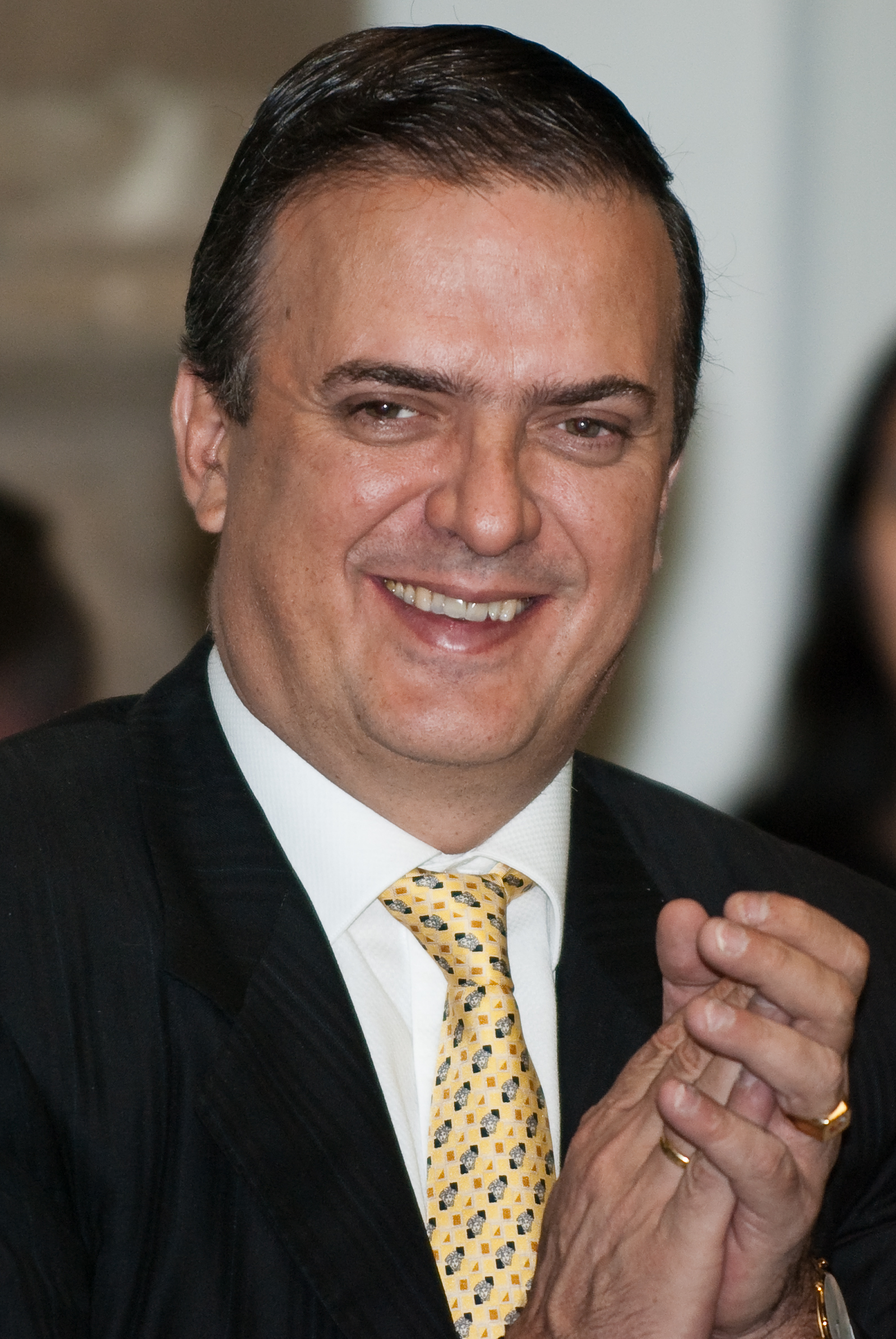
Messico Marcelo Ebrard, Ministro degli Esteri[N 1]
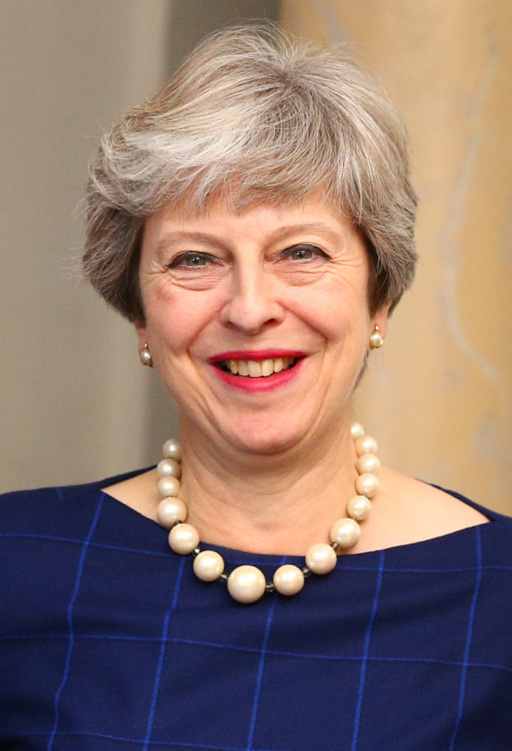
Regno Unito Theresa May, Primo ministro
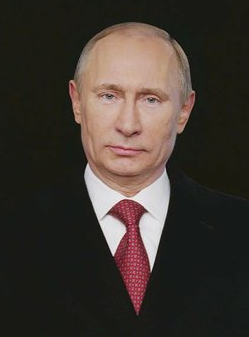
Russia Vladimir Putin, Presidente
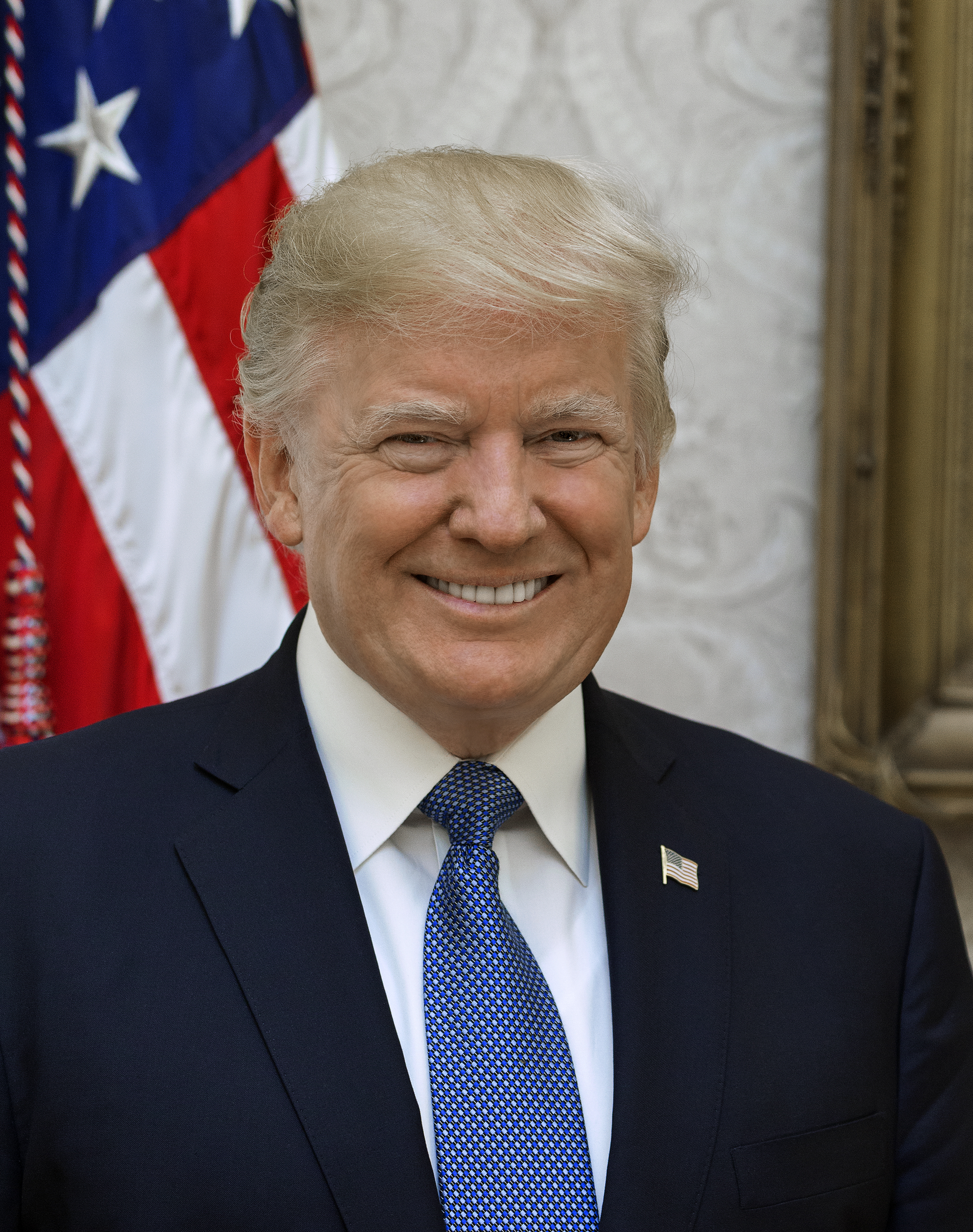
Stati Uniti Donald Trump, Presidente
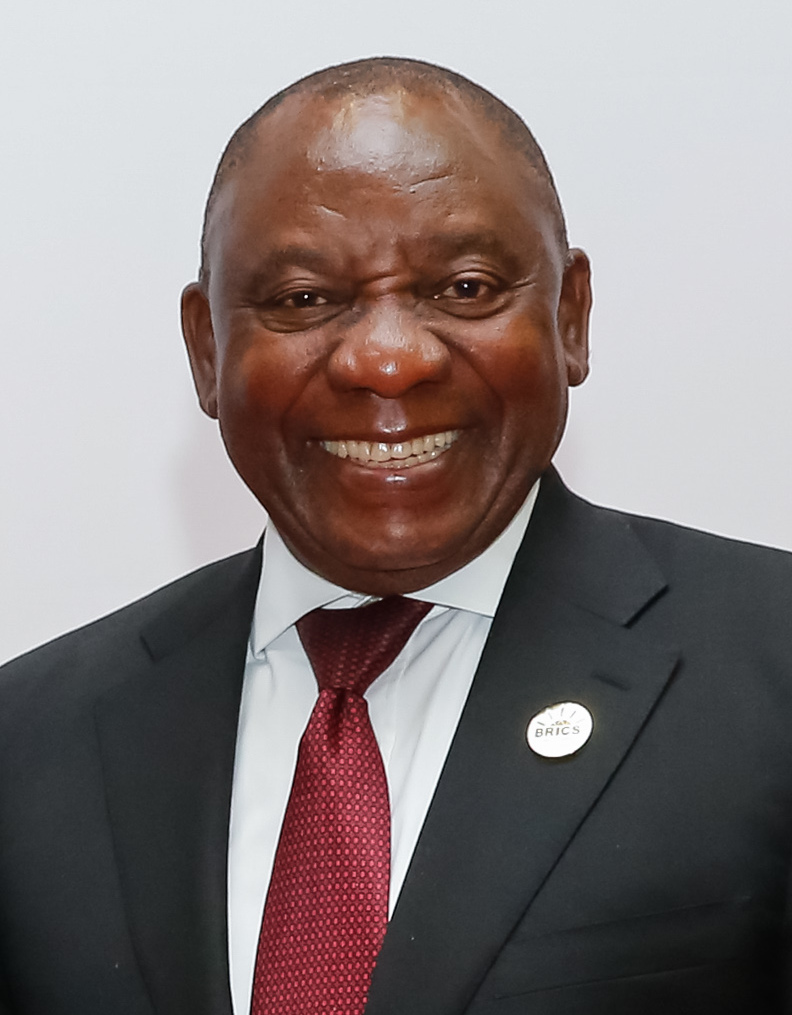
Sudafrica Cyril Ramaphosa, Presidente
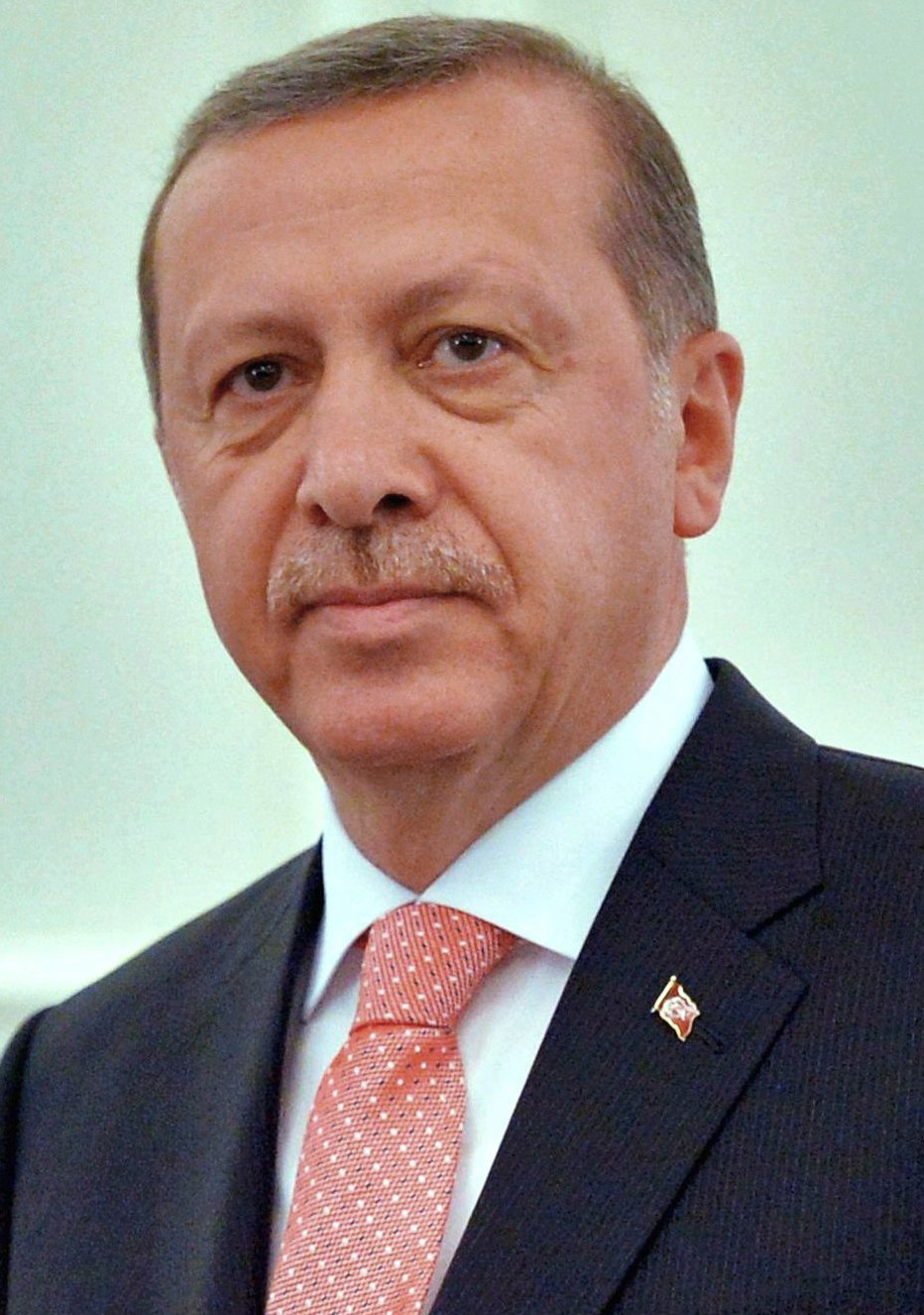
Turchia Recep Tayyip Erdoğan, Presidente
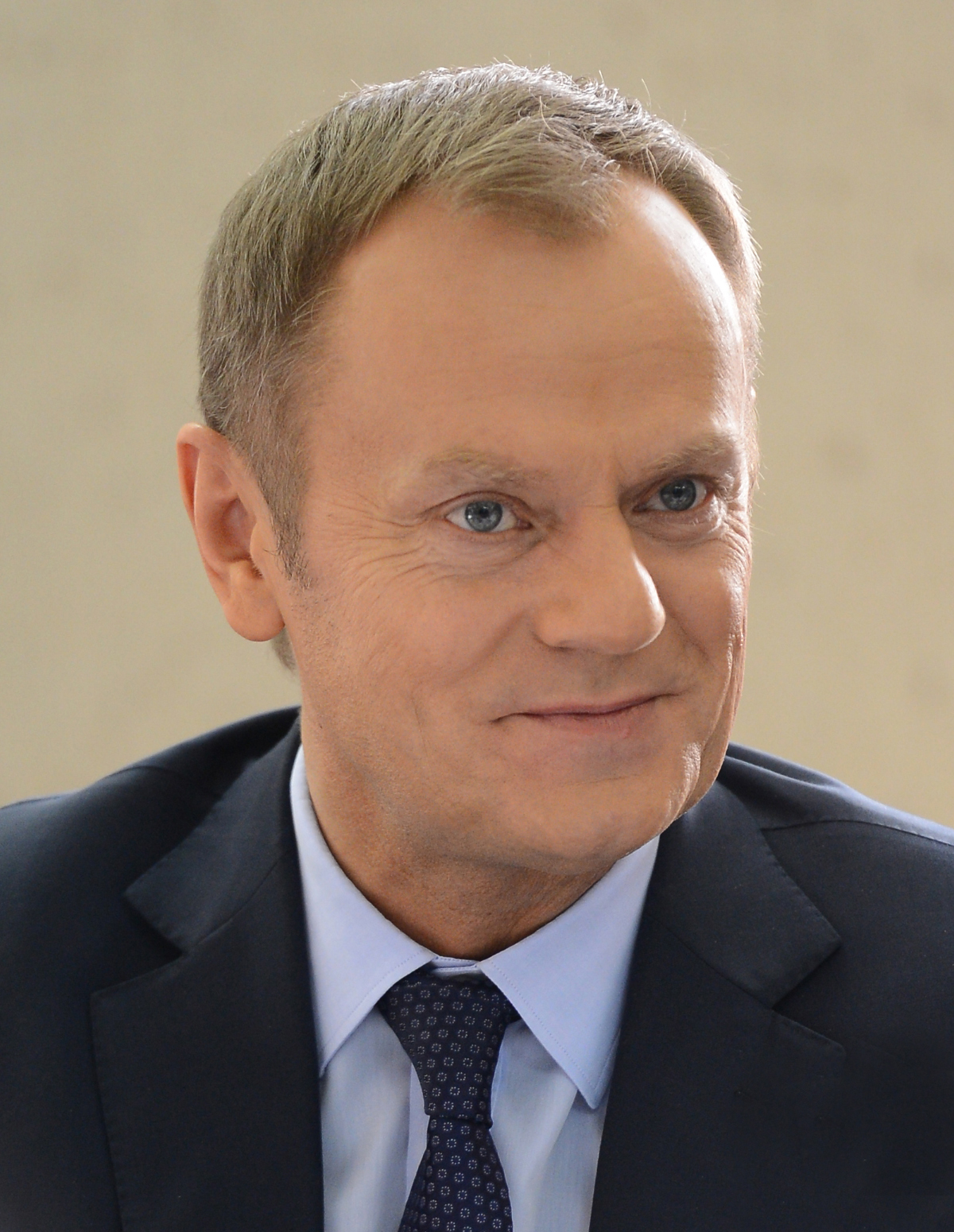
Unione europea Donald Tusk, Presidente del Consiglio europeo
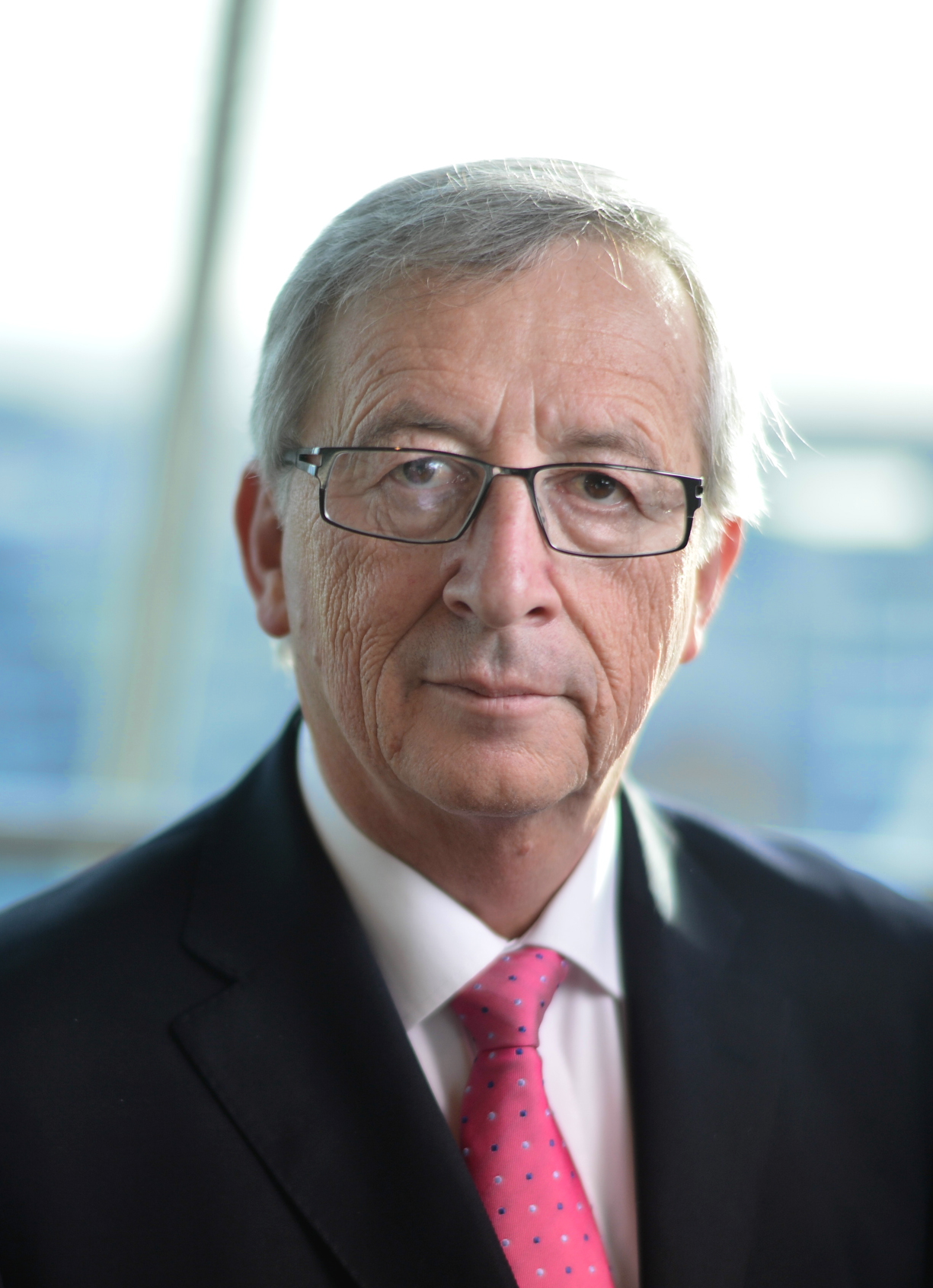
Unione europea Jean-Claude Juncker, Presidente della Commissione

### Leader invitati

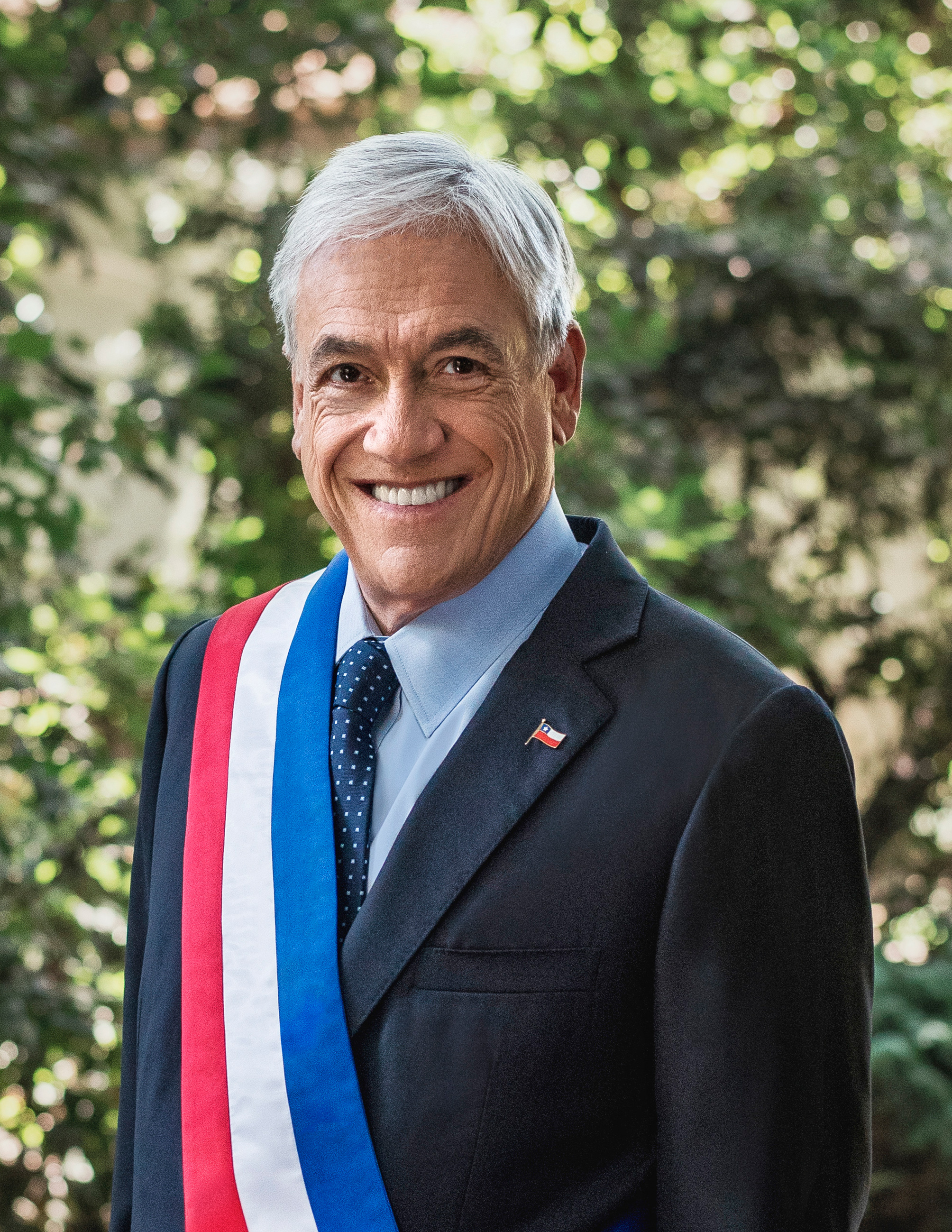
CHL Sebastián Piñera, Presidente
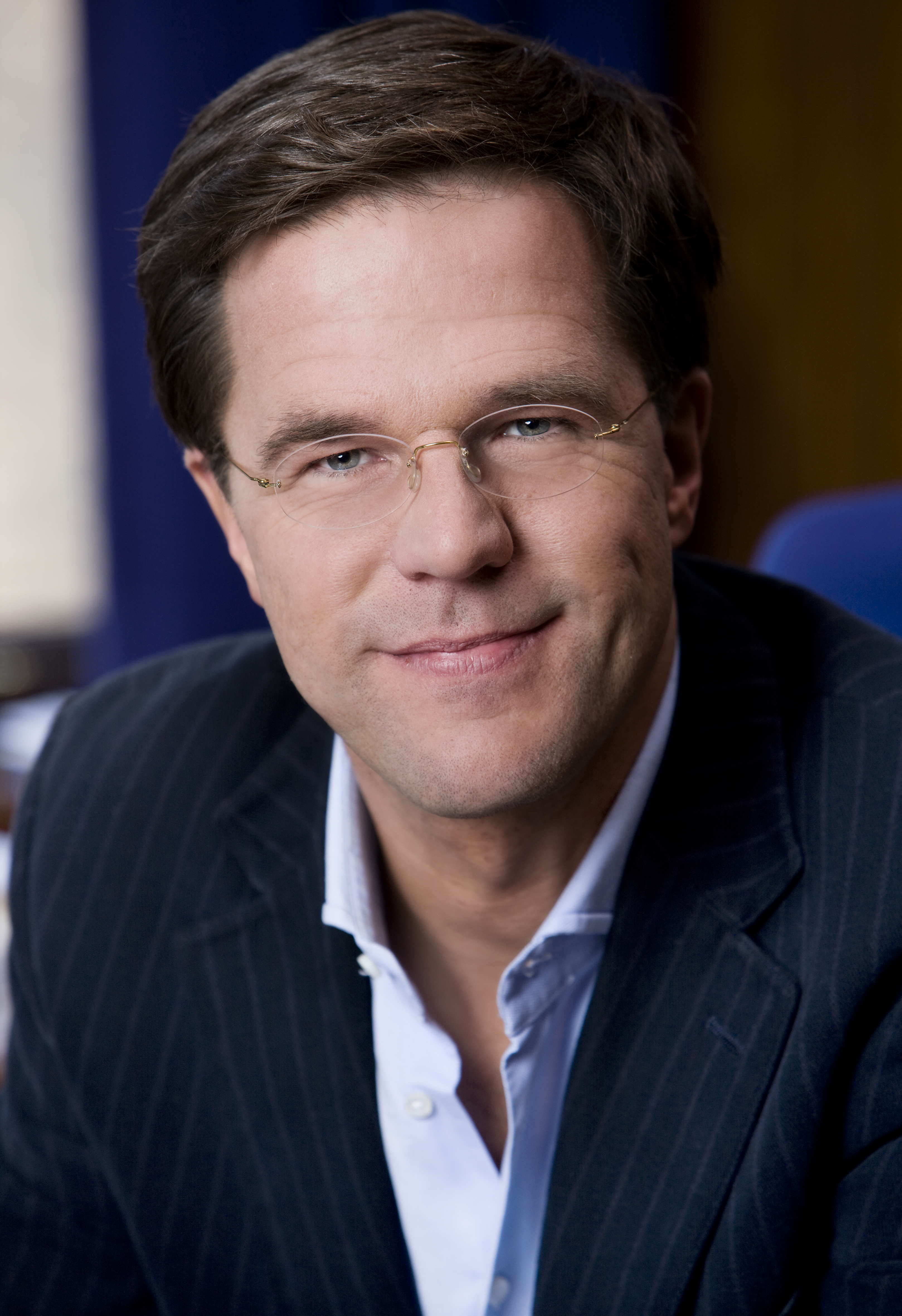
NLD Mark Rutte, Primo ministro
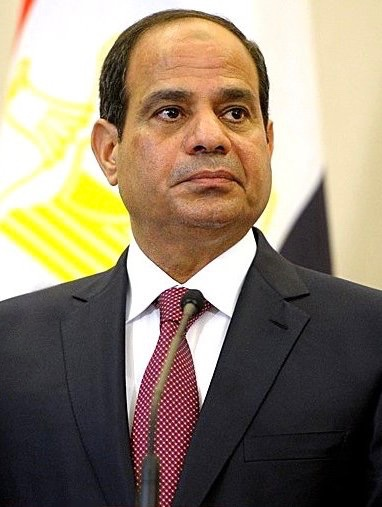
EGY Abdel Fattah al-Sisi, Presidente
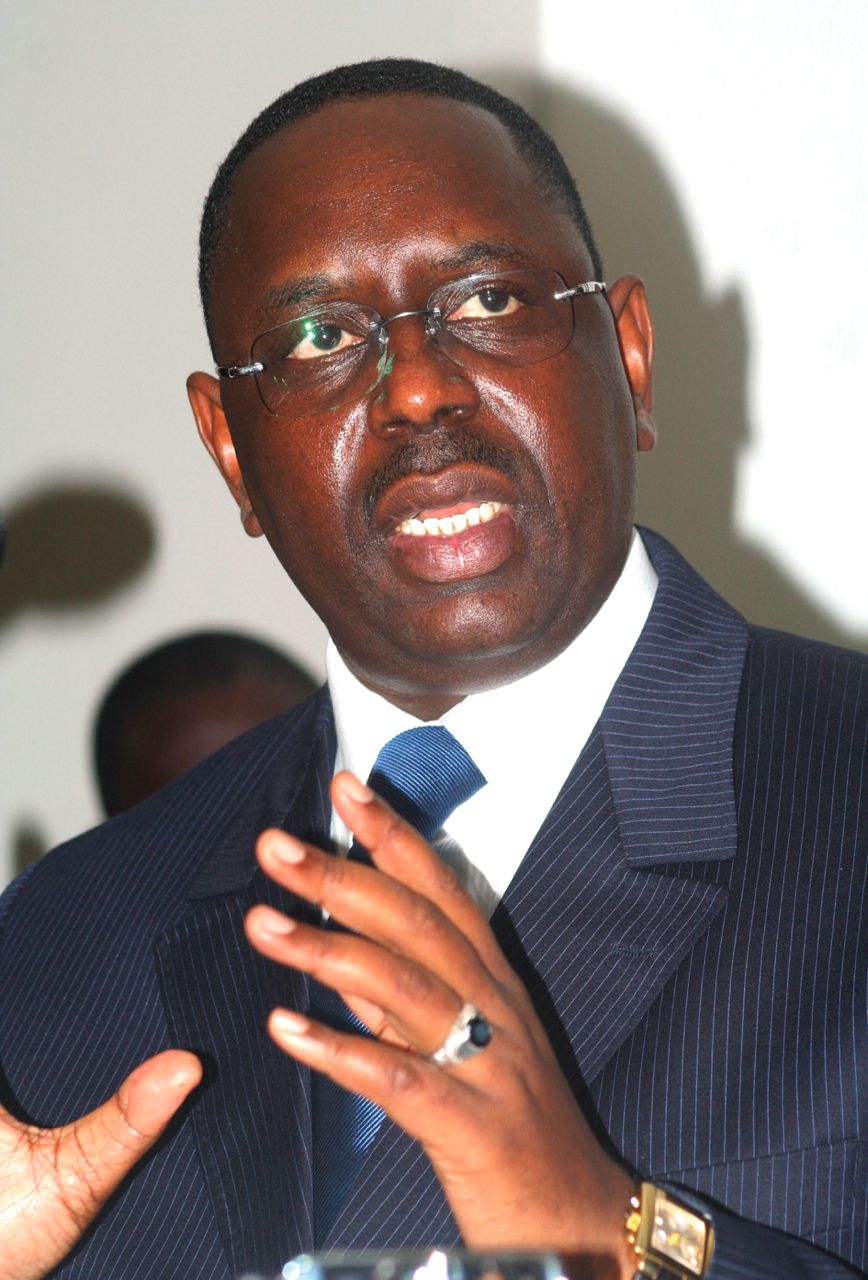
SEN Macky Sall, Presidente
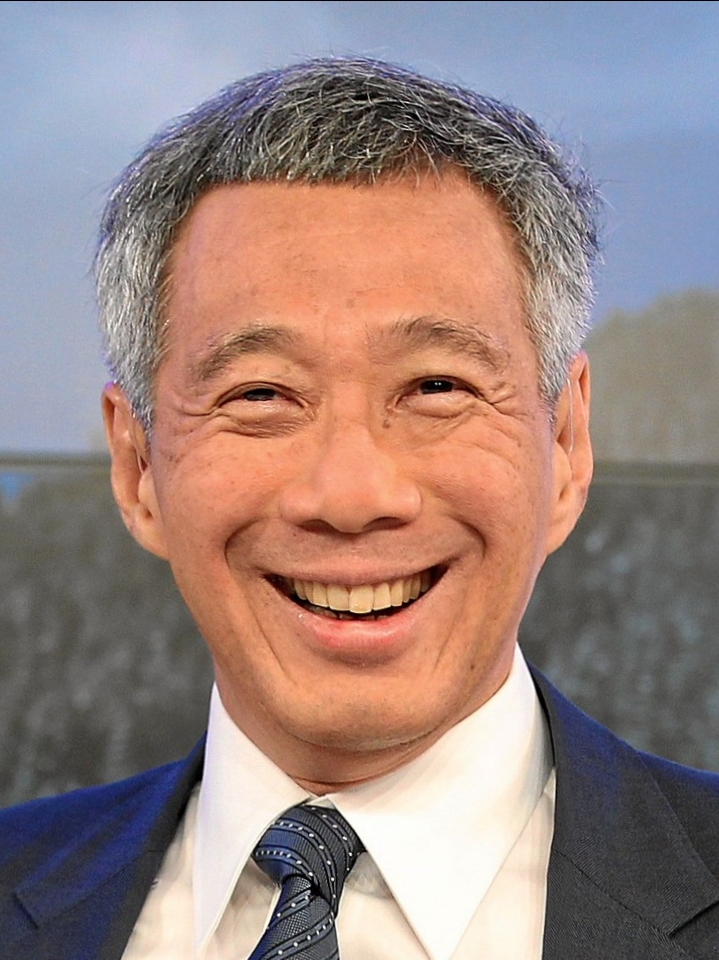
SGP Lee Hsien Loong, Primo ministro
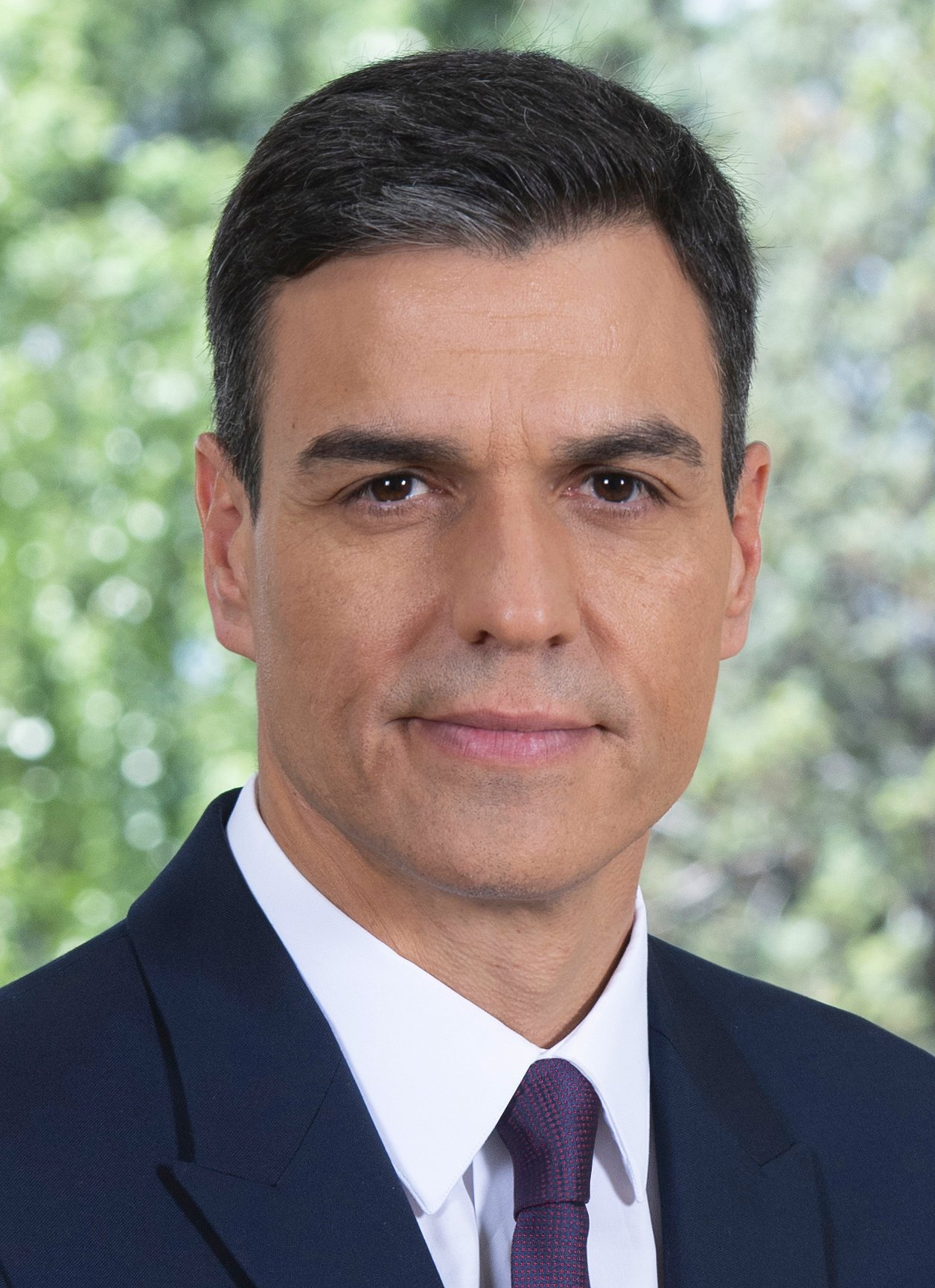
ESP Pedro Sánchez, Presidente del Governo, Ospite permanente
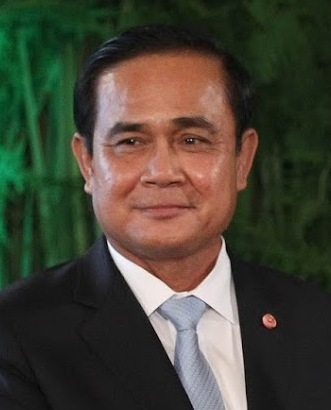
THA Prayuth Chan-ocha, Primo ministro
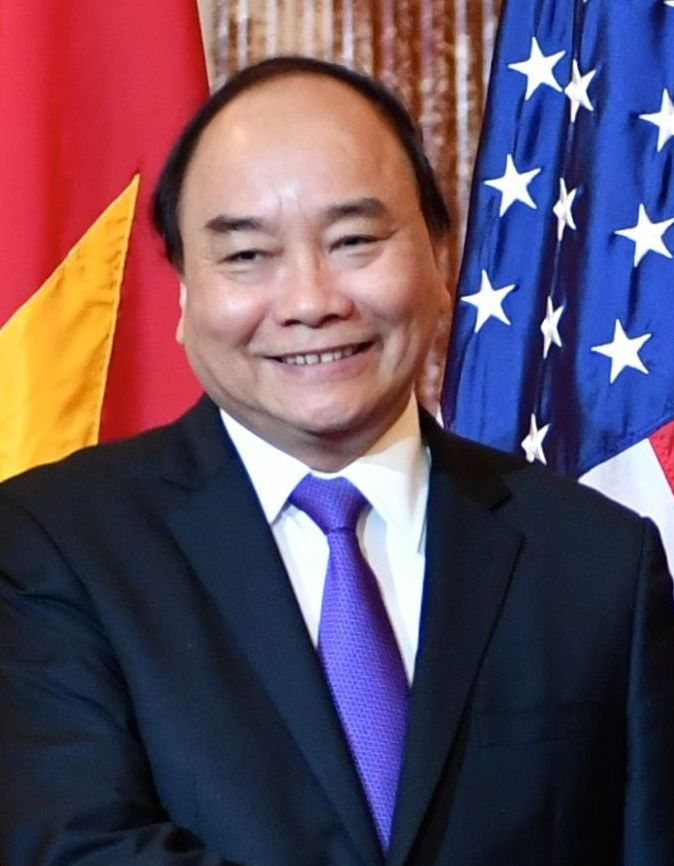
VNM Nguyễn Xuân Phúc, Primo ministro

- Cile
Sebastián Piñera, 
Presidente[N 2]
- Paesi Bassi
Mark Rutte,
 Primo ministro
- Egitto
Abdel Fattah al-Sisi, 
Presidente[N 3]
- Senegal
Macky Sall,
Presidente[N 4]
- Singapore
Lee Hsien Loong,
 Primo ministro
- Spagna
Pedro Sánchez,
 Presidente del Governo, Ospite permanente
- Thailandia
Prayuth Chan-ocha,
 Primo ministro[N 5]
- Vietnam
Nguyễn Xuân Phúc,
 Primo ministro

### Organizzazioni internazionali

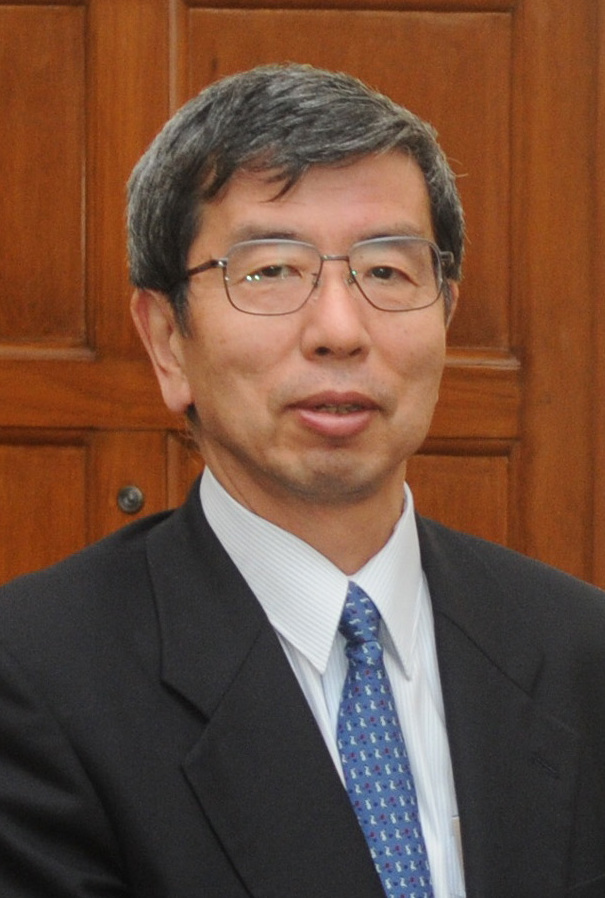
Asian Development Bank Takehiko Nakao, Presidente
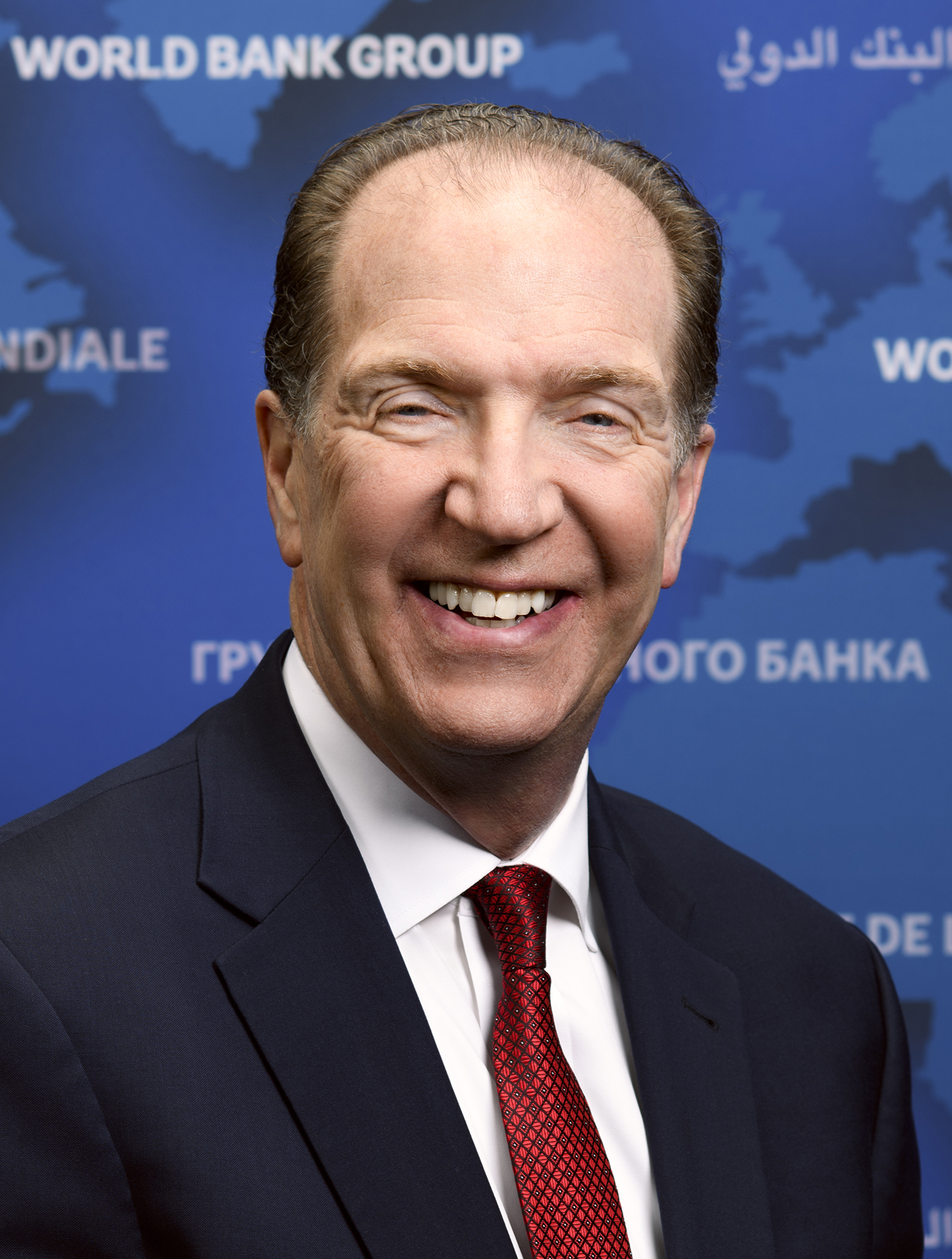
Banca Mondiale David Malpass, Presidente
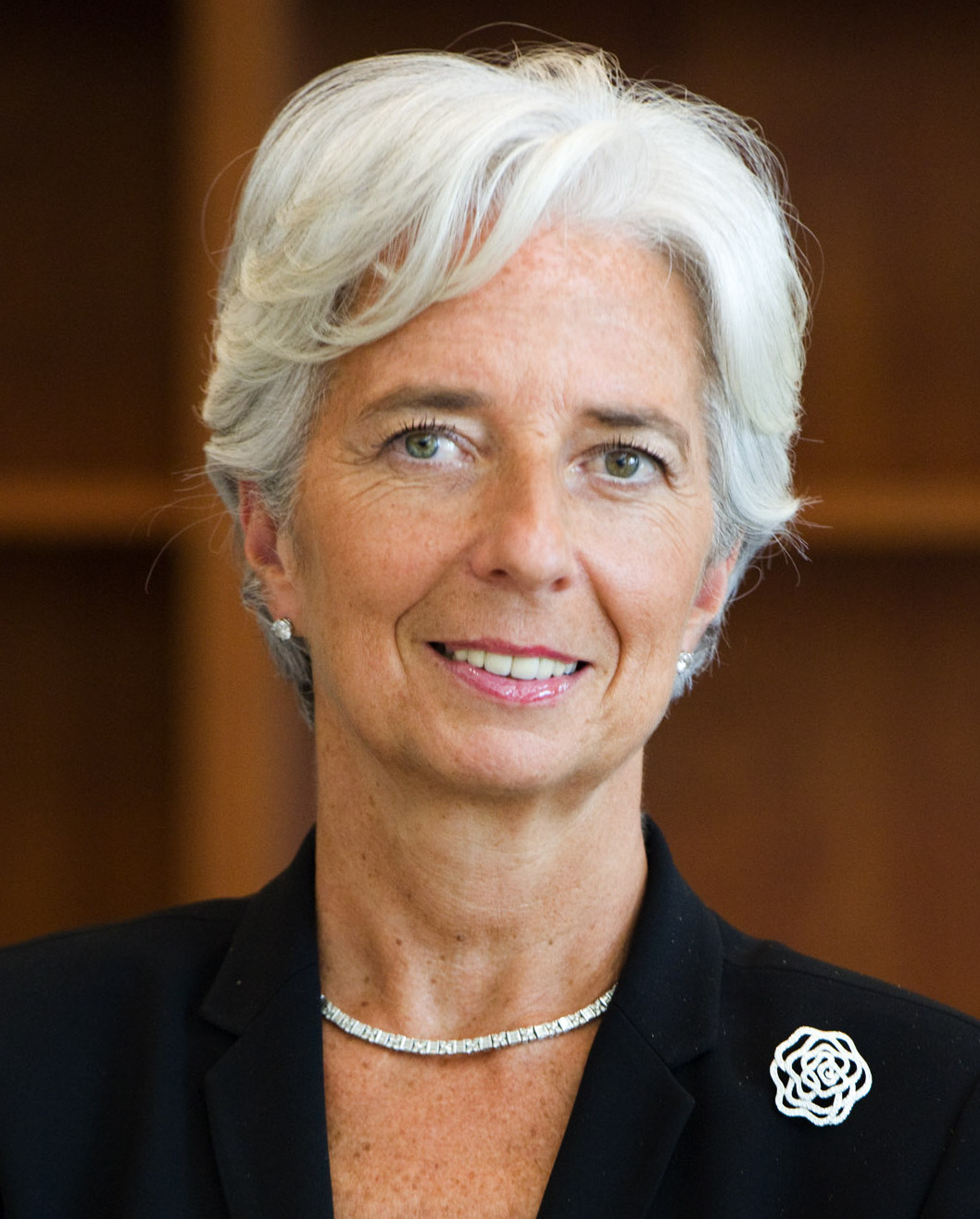
Fondo monetario internazionale Christine Lagarde, Direttore Operativo
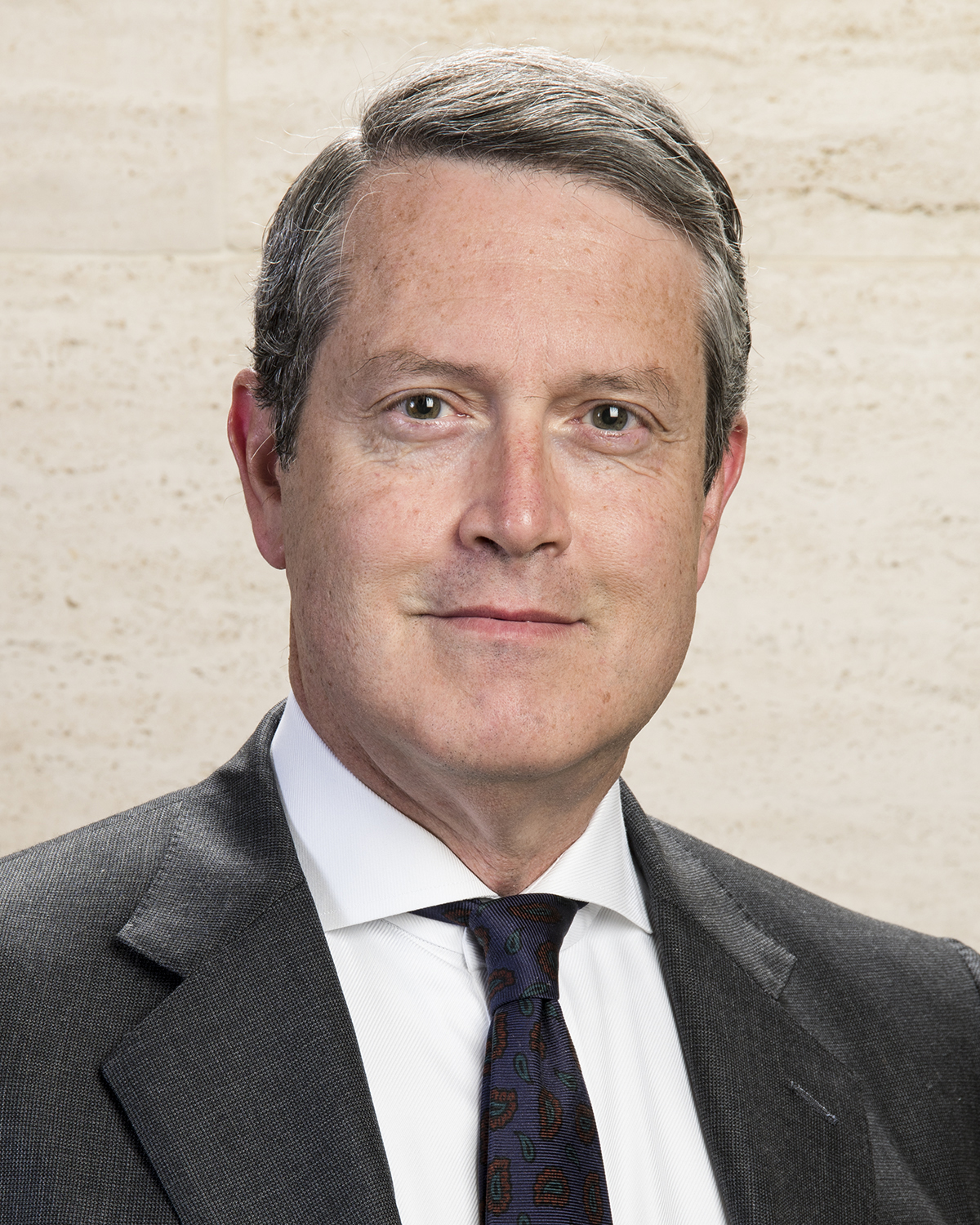
Consiglio per la stabilità finanziaria Randal Quarles, Presidente
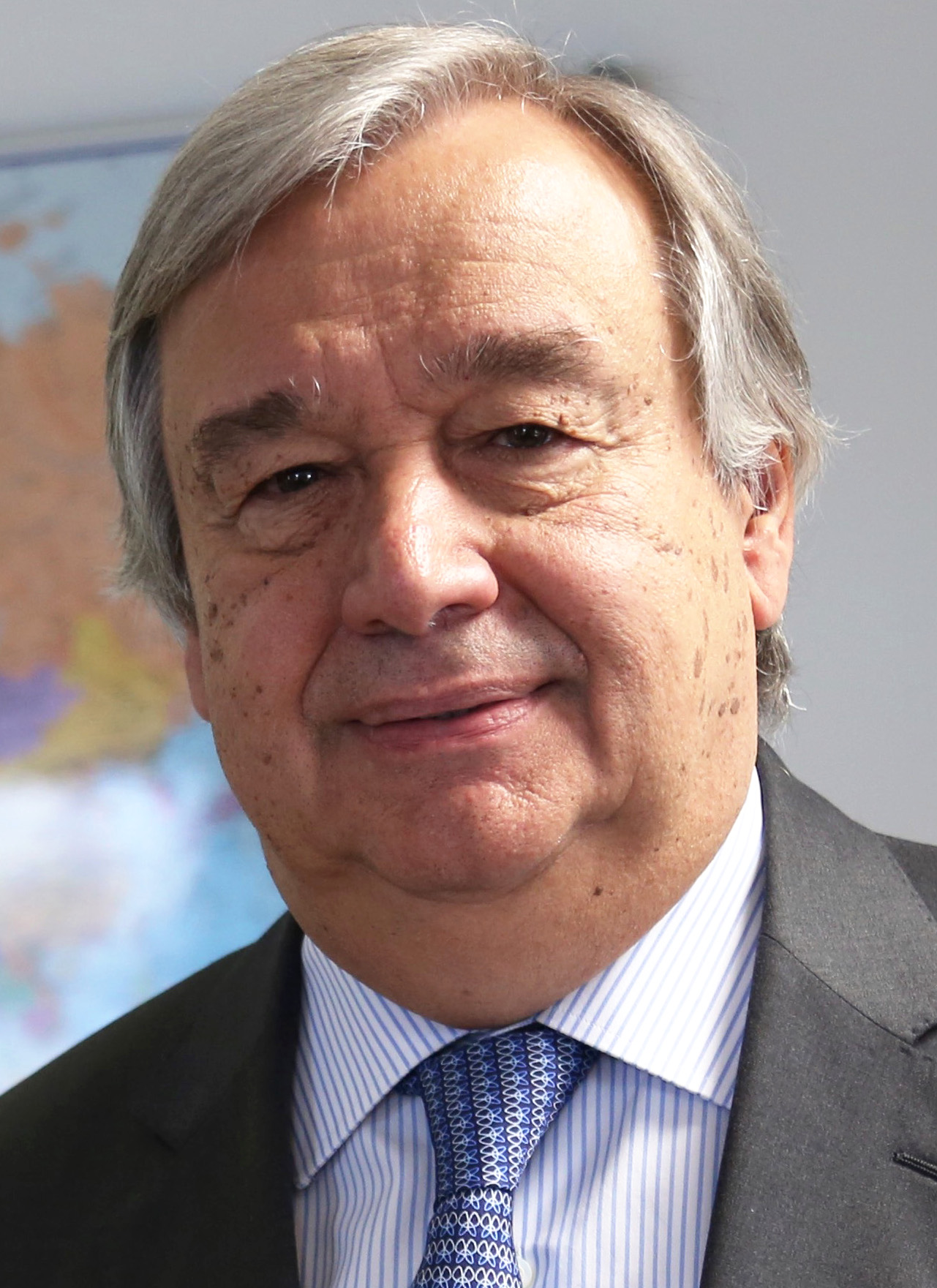
Nazioni Unite António Guterres, Segretario generale
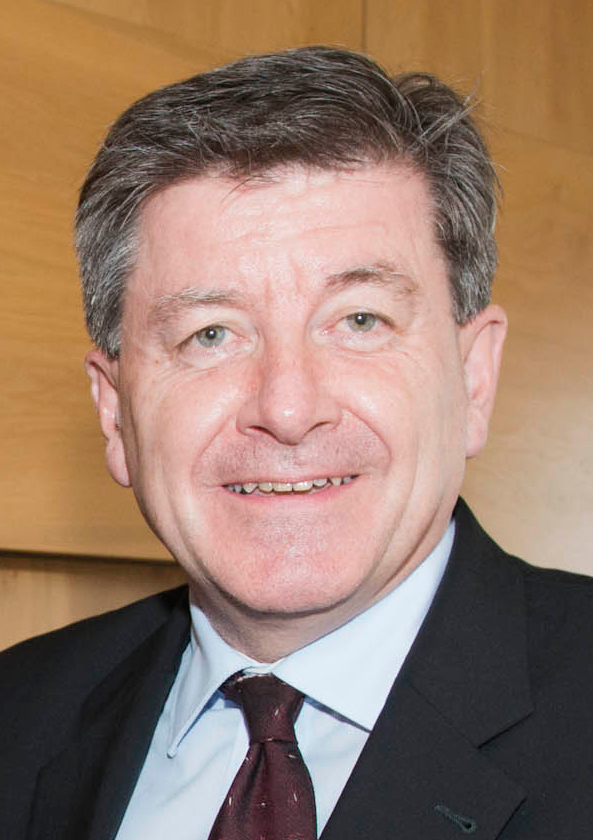
ILO Guy Ryder, Direttore generale
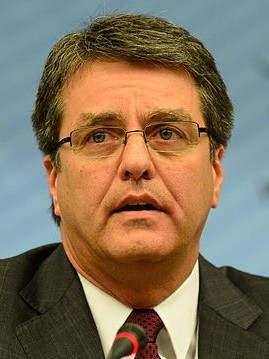
OMC Roberto Azevêdo, Direttore generale
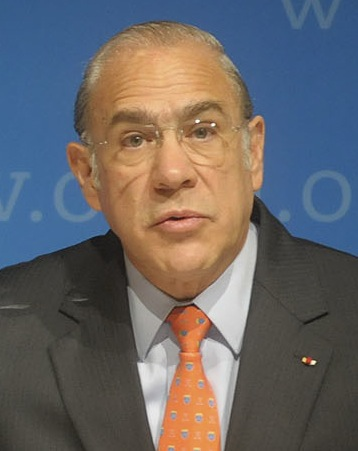
OCSE Ángel Gurría, Segretario generale
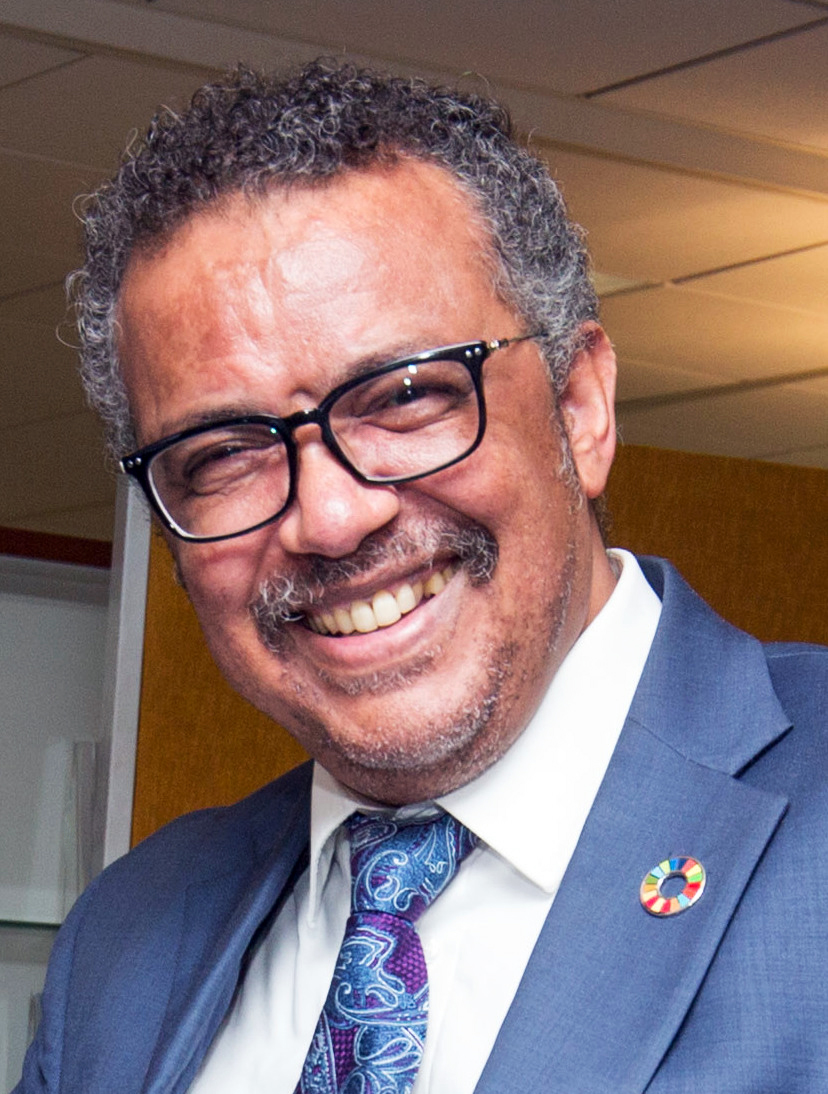
OMS Tedros Adhanom, Direttore generale

## Agenda e risultati

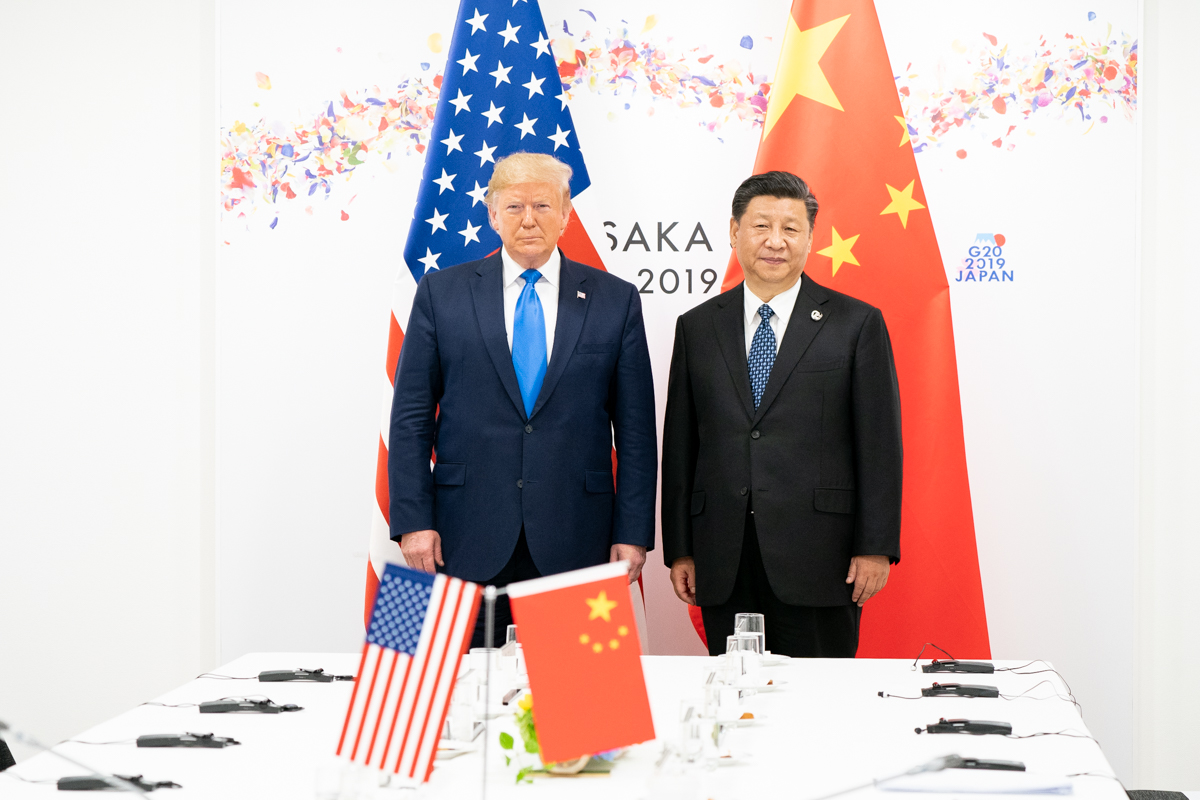
L'incontro tra Trump e Xi

Durante il vertice è avvenuto l'atteso incontro tra Donald Trump e Xi Jinping che hanno concordato sul riavvio dei negoziati sul commercio, dopo una guerra dei dazi che andava avanti da un anno. Gli Stati Uniti hanno accettato quindi di non imporre ulteriori dazi alle esportazioni cinesi, in particolare i 300 miliardi di dollari ventilati nelle settimane precedenti.
Nel corso del vertice è stato inoltre raggiunto, dopo trattative durate 20 anni, l'accordo di libero scambio tra Unione europea e Mercosur che rimuove la maggior parte dei dazi sulle reciproche esportazioni, celebrato da entrambe le parti come un traguardo storico. Il Presidente della Commissione europea Jean-Claude Juncker ha sottolineato inoltre il valore del trattato di libero commercio anche come strumento per una politica contro i cambiamenti climatici, dati gli impegni presi nel capitolo dedicato allo sviluppo sostenibile per un'effettiva attuazione degli accordi di Parigi e per fermare la deforestazione dell'Amazzonia. Il Presidente del Brasile Jair Bolsonaro ha parlato dell'accordo come uno dei più importanti mai raggiunto dal Paese e il ministro degli esteri argentino Jorge Faurie ha affermato che l'intesa costituisce passo strategico nella posizione dell'Argentina nel mondo.

## Altri summit nell'ambito del G20
| Data          | Città ospitante | Summit                     |
| ------------- | --------------- | -------------------------- |
| 8 giugno 2019 | Osaka           | G20 Ministri delle Finanze |

### Annotazioni
1. ↑  In sostituzione del Presidente Andrés López Obrador che ha annunciato le ragioni della sua assenza in una conferenza stampa il 4 giugno
2. ↑  Invitato in quanto Presidente di turno dell'APEC
3. ↑  Invitato in quanto Presidente di turno dell'Unione africana
4. ↑  Invitato in quanto Presidente della New Partnership for Africa's Development
5. ↑  Invitato in quanto Presidente di turno dell'ASEAN

### Fonti
1. ↑   G20, accordo Cina-Usa per riprendere i negoziati sul commercio, su la Repubblica, 29 giugno 2019. URL consultato il 30 giugno 2019.
2. ↑   Mercosur, Ue e Sud America salutano «un traguardo storico», su Il Sole 24 Ore, 29 giugno 2019. URL consultato il 30 giugno 2019.
3. ↑   EU and Mercosur reach agreement on trade, su Consiglio europeo, 28 giugno 2019. URL consultato il 30 giugno 2019.
4. ↑   Dazi, il negoziato Ue-Mercosur sul commercio taglia il traguardo, su Il Sole 24 Ore, 28 giugno 2019. URL consultato il 30 giugno 2019.
5. ↑   G20, ministri delle Finanze d'accordo sul tassare giganti del web, su Askanews, 8 giugno 2019. URL consultato il 23 giugno 2019.